# Calodromius bifasciatus
Calodromius bifasciatus é uma espécie de insetos coleópteros pertencente à família Carabidae.
A autoridade científica da espécie é Dejean, tendo sido descrita no ano de 1825.
Trata-se de uma espécie presente no território português.